# Thomas Florschütz
Thomas Florschütz (n. 20 februarie 1978, Sonneberg, Republica Democrată Germană, Germania) este un sănier, medaliat olimpic. A participat la 2 ediții ale Jocurilor Olimpice (2010, 2014) în care a câștigat o medalie de argint.